# Decemberunderground
Decemberunderground – siódmy album studyjny amerykańskiego zespołu punk rockowego AFI. Wydany został 6 czerwca 2006 roku.
Album sprzedał się w ponad 182 000 egzemplarzach w USA w pierwszym tygodniu po premierze osiągając pierwsze miejsce na liście Billboard 200.

## Lista utworów
Na podstawie źródła:
1. "Prelude 12/21" - 1:39
2. "Kill Caustic" - 2:34
3. "Miss Murder" - 3:26
4. "Summer Shudder" - 3:06
5. "The Interview" - 4:16
6. "Love Like Winter" - 2:45
7. "Affliction" - 5:28
8. "The Missing Frame" - 4:40
9. "Kiss and Control" - 4:18
10. "The Killing Lights" - 4:04
11. "37mm" - 3:55
12. "Endlessly, She Said" - 4:28

| Wydanie wynilowe                 |
| -------------------------------- |
| 13. "Fallen Like the Sky" - 3:22 |

| Wydanie międzynarodowe z dodatkowym utworem |
| ------------------------------------------- |
| 13. "Rabbits are Roadkill on Rt. 37" - 3:51 |

| Wydanie brytyjskie                                                       |
| ------------------------------------------------------------------------ |
| 13. "Rabbits are Roadkill on Rt 37" - 3:51 14. "Head Like a Hole" - 4:44 |

| Wydanie japońskie                                                                                  |
| -------------------------------------------------------------------------------------------------- |
| 13. "Rabbits are Roadkill on Rt 37" - 3:51 14. "Head Like a Hole" - 4:44 15. "Don't Change" - 3:16 |

## Certyfikaty
| Państwo           | Stowarzyszenie | Certyfikat |
| ----------------- | -------------- | ---------- |
| Australia         | ARIA           | złoto      |
| Stany Zjednoczone | RIAA           | platyna    |